# Build-A-Bear Workshop (videojuego)
Build-A-Bear Workshop es un videojuego de simulación para Nintendo DS basado en el minorista del mismo nombre. Fue desarrollado por la compañía francesa Neko Entertainment y publicado por The Game Factory para su lanzamiento el 5 de noviembre de 2007. Un seguimiento, conocido como Build-A-Bear Workshop: A Friend Fur All Seasons, fue lanzado para Wii en 2008. Dos videojuegos adicionales, Build-A-Bear Workshop: Welcome to Hugsville y Build-A-Bear Workshop: Friendship Valley, se lanzaron para Nintendo DS y Wii, respectivamente, en 2010. Desde que The Game Factory cerró antes de su lanzamiento,[cita requerida] ambos juegos fueron publicados por Activision en su lugar.
En el juego, los jugadores usan la pantalla táctil (los botones y el micrófono no se usan con frecuencia) para realizar actividades y jugar con su oso. El jugador puede elegir uno de los seis osos y personalizarlo con ropa, accesorios y zapatos. 

## Jugabilidad
Cuando los jugadores comienzan un nuevo juego, pasan por el proceso de crear un oso como en las tiendas Build-A-Bear Workshop. Los jugadores eligen un oso, luego agregan un sonido, lo rellenan perfectamente, lo cosen, lo esponjan, agregan ropa de inicio y le dan un nombre. Después de que se realiza el proceso, el jugador es llevado a la casa de Cub Condo. Hay seis habitaciones en el Cub Condo: un dormitorio, un vestidor, una cocina, el jardín, la tienda y el ático. Hay muchas actividades diferentes y minijuegos en cada habitación, que es el objetivo principal del juego. El jugador gana 'botones' cuando juega ciertos minijuegos para comprar ropa y accesorios para su oso. Durante todo el año, habrá ropa especial en días festivos (como Navidad y Halloween) que el oso podría usar. 

### Minijuegos
En el dormitorio, el jugador puede cepillar el pelo y limpiar los dientes de su oso, y luego ordenar su habitación. En el vestuario, el jugador puede cambiar la ropa de los osos por una que haya comprado, también puede tomar fotos en Photo Studio. En la cocina, el jugador puede cocinar una variedad de pasteles para que coma el oso y preparar su mesa. En el jardín, el jugador puede enseñar a su oso a realizar algunos movimientos de baile y jugar un juego de disparos en el columpio. En la tienda, el jugador puede comprar ropa, accesorios y zapatos usando 'botones' y en el ático hay cuatro minijuegos (Cocinar, sillas musicales, atrapar miel y bailar) que el jugador puede ganar botones dependiendo de su puntaje. 

### Multijugador
El jugador también puede acceder al modo multijugador a través del ático. Se requiere que cada jugador tenga una tarjeta de juego Build-A-Bear Workshop. En el modo multijugador, el jugador puede desafiar a amigos en minijuegos e intercambiar fotos tomadas desde el vestuario. 
El juego obtuvo críticas mixtas con una proporción promedio del 67% en Game Rankings, y un puntaje de 6.9 (de 10) en IGN.[cita requerida]

### Premios
Build-A-Bear Workshop obtuvo un premio honorífico de los NAPPA Toy Awards en 2008.[cita requerida]